# Australian Open 1993
L'Australian Open 1993 è stata l'81ª edizione dell'Australian Open e prima prova stagionale dello Slam per il 1993. Si è disputato dal 18 al 31 gennaio 1993 sui campi in cemento del Melbourne Park di Melbourne in Australia.

## Risultati

### Singolare maschile
Jim Courier ha battuto in finale  Stefan Edberg con il punteggio di 6–2, 6–1, 2–6, 7–5

### Singolare femminile
Monica Seles ha battuto in finale  Steffi Graf con il punteggio di 4–6, 6–3, 6–2

### Doppio maschile
Danie Visser /  Laurie Warder hanno battuto in finale  John Fitzgerald /  Anders Järryd con il punteggio di 6–4, 6–3, 6–4

### Doppio femminile
Gigi Fernández /  Nataša Zvereva hanno battuto in finale  Pam Shriver /  Elizabeth Sayers Smylie con il punteggio di 6–4, 6–3

### Doppio misto
Arantxa Sánchez Vicario /  Todd Woodbridge hanno battuto in finale  Zina Garrison /  Rick Leach con il punteggio di 7–5, 6–4

## Junior

### Singolare ragazzi
James Baily ha battuto in finale  Steven Downs con il punteggio di 6–3, 6–2

### Singolare ragazze
Heike Rusch ha battuto in finale  Andrea Glass con il punteggio di 6–1, 6–2

### Doppio ragazzi
Lars Rehmann /  Christian Tambue hanno battuto in finale  Scott Humphries /  Jimmy Jackson con il punteggio di 6–7, 7–5, 6–2

### Doppio ragazze
Joana Manta /  Ludmila Richterová hanno battuto in finale  Åsa Svensson /  Cătălina Cristea con il punteggio di 6–3, 6–2